# Michel Coulon
Pour les articles homonymes, voir Coulon.
Michel Coulon, né le 12 janvier 1947 à Jamioulx (Ham-sur-Heure-Nalinnes, province de Hainaut) et mort le 16 avril 2023 à Ham-sur-Heure-Nalinnes, est un ancien coureur cycliste professionnel belge.

## Palmarès
- 1966
  - 1re étape du Tour du Limbourg amateurs

- 1967
  - Étoile Hennuyère :
    - Classement général
    - 1re étape

- 1968
  - 2e étape du Tour du Limbourg amateurs
  - 3e étape du Tour des Combrailles
  - 1re étape du Tour de l'Avenir
  - 3e du championnat de Belgique de l'omnium amateurs

- 1972
  - Prologue du Tour de Belgique (contre-la-montre par équipes)

- 1973
  - 2ea étape du Tour de France (contre-la-montre par équipes)

## Résultats sur les grands tours

### Tour de France
4 participations 
- 1969 : 74e
- 1970 : 85e
- 1972 : abandon (12e étape)
- 1973 : abandon (9e étape), vainqueur de la 2e étape a (contre-la-montre par équipes)

### Tour d'Espagne
1 participation 
- 1972 : abandon (16e étape)